# Paroisse Saint-Joseph-de-Lévis
La paroisse Saint-Joseph-de-Lévis est une paroisse catholique romaine située dans la ville de Lévis, au Québec (Canada). Cette paroisse actuelle est un regroupement de huit anciennes paroisses. Elle compte actuellement six églises et une chapelle situées dans l'arrondissement Desjardins. Elle est rattachée à l'archidiocèse de Québec.

## Historique
La paroisse Saint-Joseph-de-Lévis est de création récente, puisqu’elle obtient sa reconnaissance canonique le 1er janvier 2002. Cette nouvelle entité paroissiale doit sa formation à un incontournable processus de fusion impliquant les ex-paroisses Saint-Joseph-de-la-Pointe-de-Lévy, Notre-Dame-de-la-Victoire, Sainte-Jeanne d’Arc, Saint-Antoine-de-Padoue et Sainte-Bernadette Soubirous. Elle était auparavant la paroisse Saint-Joseph-de-la-Pointe-Lévy dont l'érection canonique a eu lieu le 18 septembre 1694.
Depuis la fermeture de l’église Saint-Antoine-de-Padoue, le 11 avril 2004, les célébrations liturgiques se déroulent dans 4 lieux de culte.
Compte tenu du contexte socioreligieux, s’impose l’impérieuse nécessité de poursuivre l’initiative des regroupements paroissiaux. On propose alors une démarche d’annexion en vue d’intégrer à la paroisse Saint-Joseph-de-Lévis les communautés chrétiennes de Christ-Roi, Saint-David-de-l’Auberivière et de Saint-Louis-de-Gonzague de Pintendre. À la suite de l’approbation de ce projet d’annexion par les autorités diocésaines, la paroisse Saint-Joseph-de-Lévis assure l’animation liturgique de sept communautés chrétiennes depuis le 1er janvier 2010.
Le 7 octobre 2012, l’église Sainte-Bernadette est définitivement fermée au culte.
C’est dans ce contexte de réaménagement axé sur la mise en commun des ressources humaines et financières que la paroisse Saint-Joseph-de-Lévis poursuit sa mission évangélique.